# 弗雷德里克·湯森德·華爾
弗雷德里克·湯森德·華爾（英語：Frederick Townsend Ward，1831年11月29日—1862年9月22日），《清史稿》稱為華爾，美國马萨诸塞州人，清朝聘常勝軍第一任隊長。與太平軍對戰陣亡後，遺缺由白齊文接任。

## 生平
弗雷德里克·湯森德·華爾于1831年11月29日生於美国麻省塞勒姆，父親為走私船船長，家境富裕。16岁入佛蒙特州的美國文理軍事學院（American Literary, Scientific and Military Academy，現稱Norwich University，諾維奇大學）。未及毕业即退学，流浪国外，先后曾在墨西哥、法国投军。受过基础军事训练，长期在海上及中美洲从事冒险活动。
華爾27岁到上海，在航行长江的汽船上工作。后来在清水师炮船“孔夫子号”当大副，后受清苏松太道道尹吴煦委派，招募外国人组成洋枪队，任队长，镇压太平军。7月1日，进攻松江，遭太平军痛击，大败而逃，旋由上海攻占松江。8月，在青浦被太平军击败，洋枪队死伤三分之一，败退松江，受重伤赴法国医治。因洋枪队在上海附近连续遭到太平军的沉重打击，他逐渐认识到只依靠外国雇佣军不能打败太平军，决定招募中国人来，以新式武器加以装备，并争取西方国家的支持。
華爾的行動違反了當時外國人對中國內戰中立的原則，於1861年5月19日在上海遭英軍逮捕，但華爾向美國駐上海總領事宣稱自己是中國公民，美國無權管轄。因而得以釋放，卻立即又被英軍逮捕送到英国東印度及中國艦隊總司令贺布的旗艦上，後來華爾逃脫。
1861年8月，華爾在松江正式改组军队，设“教练局”，扩充武装，以欧美人士为军官，招募中国人为士官與士兵，组成中外混合军，用新式武器配备，并加以新式训练。11月中旬洋枪队人数发展至2000多人，正式邀请贺布检阅。检阅之后，贺布非常满意表示大力支持。:74
至1862年（同治元年）春，已发展到5000人左右，且有水陆新式技术装备。洋枪队总部设在松江城中。華爾和地方官绅来往密切，娶杨坊女为妻，以邱家湾里仓沈氏宅为“公馆”。同时，清政府批准其加入中国籍，并正式下令把洋枪队改名为“常胜军”，他也因而升为副将。
这时，太平天国忠王李秀成率众3万，分5路进逼松江，设总指挥部于白龙潭，筑炮台于妙严寺后土山（俗呼和尚坟），结营于大涨泾；后又在大涨泾增筑炮台，赶扎云梯，积极展开攻取松江府城的大战。華爾派部下到城外，将西门外菜花泾至竹竿汇一带民房全部烧毁，以阻太平军攻城。后因洪秀全严令李秀成回援天京，太平军乃于六月下旬主动撤走。華爾以“缺饷”为名，向米铺劫掠白米；进而搜抄府、县衙門，计被抄去銀洋六、七千圓，黃金百两等。连同清政府给的赏银及饷银，總價值高达白銀32万两。
1861年秋，華爾被调赴浙江慈谿。1862年9月21日，与太平军作战，華爾腹部中弹，被击成重伤而昏厥，9月22日，在宁波死去。尸体运回松江，葬于城内玉皇阁北。:266清政府为他建墓立祠。现祠墓俱毁。

## 家庭
其弟亨利·華爾於1859年隨他來華，亨利於1862年受上海官員委託向美國購買軍艦供上海自衛，但是亨利買了軍艦後轉售給正在進行南北戰爭的美國聯邦（北軍），上海政府被騙的損失可能高達一百萬兩。

## 延伸阅读
[在维基数据编辑]
 《清史稿·卷435》，出自趙爾巽《清史稿》
 在维基共享资源阅览影像

### 引用
1. ↑  清史稿/卷435，列傳二百二十二（華爾）
2. ↑  Ssū-yü Têng. . Clarendon P. 1971: 305  [2017-02-20]. （原始内容存档于2017-02-20）.
3. ↑  STEPHEN R. PLATT. .   [2019-02-22]. （原始内容存档于2018-01-22）.
4. 1 2  Larry M. Wortzel; Robin D. S. Higham. . ABC-CLIO. 1999  [2017-02-20]. ISBN 978-0-313-29337-5. （原始内容存档于2017-02-20）.
5. ↑  馬幼垣. . 聯經出版事業. 2009年: 33–35  [2019-02-22]. ISBN 978-957-08-3418-5. （原始内容存档于2019-02-22）.